# Beatty, Nevada
Quận Beatty là một khu vực chỉ định điều tra dân số trong quận Nye thuộc tiểu bang Nevada, Hoa Kỳ. Theo điều tra dân số của Cục điều tra dân số Hoa Kỳ năm 2000, cộng đồng này có dân số 1154 người. Quốc lộ Hoa Kỳ 95 chạy qua Beatty, khu vực dân cư này nằm giữa Tonopah, khoảng 90 dặm (140 km) về phía bắc, và Las Vegas, khoảng 120 dặm (190 km) về phía đông nam. Xa lộ bang 374 nối Beatty với vườn quốc gia Death Valley, khoảng 8 dặm (13 km) về phía tây. Được thành lập vào năm 1905, cộng đồng được đặt tên theo Montillus (Montillion) Murray "Old Man" Beatty, những người định cư trên một trang trại ở Thung lũng Oasis vào năm 1896 và trở thành bưu điện đầu tiên của Beatty. Với sự xuất hiện của tuyến đường sắt nối Las Vegas và Tonopah vào năm 1905, khu vực này đã trở thành một trung tâm đường sắt cho mỏ Bullfrog, bao gồm các thị trấn khai thác như gần đó như Ryolit. Bắt đầu từ những năm 1940, căn cứ không quân Nellis đã đóng góp cho nền kinh tế thành phố cũng như du lịch liên quan đến vườn quốc gia Death Valley và sự gia tăng hoạt động giải trí của Las Vegas.